# 조은령
조은령(1972년 ~ 2003년 4월 10일)은 대한민국의 영화 감독이다. 뉴욕대학교 영화학과를 졸업하였으며, 한국영화 사상 최초로 제51회 깐느 국제영화제 단편경쟁부문에 공식 초청된 《스케이트》 등의 감독을 맡았다. 2003년 자택에서 실족해 뇌진탕으로 사망하였다.

## 학력
- 언북중학교 졸업
- 대원외국어학교 졸업
- 미국 블레어 아카데미 졸업
- 미국 뉴욕대학교 영화과 졸업

## 작품
- 《가난한 사람들》- 단편영화 (1996년)
- 《스케이트》- 단편영화 (1997년)
- 《생》- 단편영화 (2000년)
- 《어깨동무》- 다큐멘터리 (2002년)